# Guanqian, Youxi
Guanqian (kinesiska: 管前) är en köping i sydöstra Kina. Den ligger i Youxi härad i staden Sanming i provinsen Fujian, omkring 130 kilometer väster om provinshuvudstaden Fuzhou. Antalet invånare är 17 577. Befolkningen består av 8 189 kvinnor och 9 388 män. Barn under 15 år utgör 15,0 %, vuxna 15-64 år 72 %, och äldre över 65 år 11,0 %.